# 菲济马基

菲济马基使用的旗帜

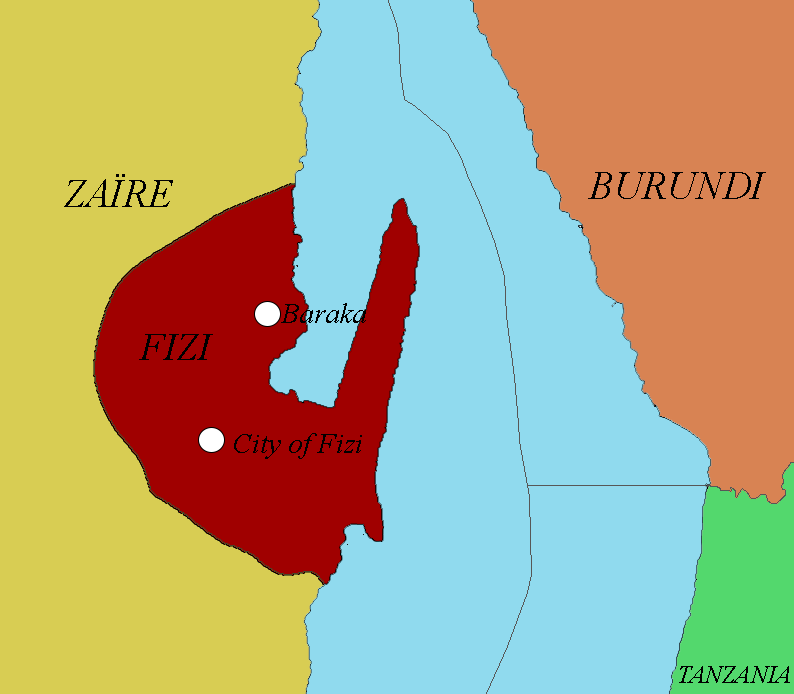
1967年—1986年，菲济马基的大致控制区域

菲济马基，又称菲济-巴拉卡马基（Maquis de Fizi-Baraka），是刚果民主共和国历史上的一个割据政权，位于现在的菲济地区一带。1967年，脱离扎伊尔政府控制，并维持实际独立至1986年。除现在的菲济地区外，该政权在鼎盛时期还曾扩展至西部的卡班巴雷和北部的姆温加地区。主席是洛朗-德西雷·卡比拉。执政党是人民革命党。政权的行政中心是菲济市，控制区内最大的城市是巴拉卡。
该政权是在辛巴叛乱失败后，由洛朗-德西雷·卡比拉率领数千人的队伍设立的一个革命据点。尽管从未获得国际承认，但由于其奉行接近毛主义的政策，得到了毛泽东时代的中国的一些援助和支持。1986年，该政权因武器短缺、间谍和内奸破坏而引发政局混乱，以及资源逐渐枯竭而趋于瓦解。卡比拉逃往乌干达，于1980年代末期重新出现在公众场合，最终发动由乌干达支持的反对扎伊尔政府的叛乱。